# Franjo Arapović
Franjo Arapović (Slipčići kod Mostara, 2. lipnja 1965.) bivši je hrvatski košarkaš, reprezentativac hrvatske i jugoslavenske košarkaške reprezentacije.
Igrao je '80-ih i '90-ih na položaju centra. Visok je 215 cm.
Bio je poznati veseljak na terenu, a gledalište je oduševljavao svojim pokušajima i pogađanjima trica.
Strijelac je slavnog koša kojim je Hrvatska preokrenula vodstvo SAD-a na OI 1992.
Kao član reprezentacije 1992. godine dobitnik je Državne nagrade za šport "Franjo Bučar".
Kao član Hrvatske demokratske zajednice bio je zastupnik u Hrvatskom saboru od prosinca 2003. do siječnja 2008.

### Klupska karijera
U karijeri je igrao za Cibonu, Split, Zrinjevac, talijanski Trapani, u Grčkoj i za Žalgiris iz Kaunasa.

## Klupski uspjesi
- Prvenstvo Jugoslavije:

KK Cibona: 1984., 1985.
- Kup Jugoslavije:

KK Cibona: 1985., 1986., 1988.
- Kup Krešimira Ćosića:

KK Split: 1994.
- Euroliga:

KK Cibona: 1985., 1986.
- Kup Raymonda Saporte:

KK Cibona: 1987.
Žalgiris Kaunas: 1998.

## Vanjske poveznice
- databaseOlympics
- sports-reference  Arhivirana inačica izvorne stranice od 16. veljače 2010. (Wayback Machine)

| Cibona Zagreb   | Cibona Zagreb |
| --------------- | --- |
|                 | |
| Dvorana         | Košarkaški centar Dražen Petrović \| Dom sportova                                                                      |
|                 | |
| Treneri         | Neven Spahija \| "Aco" Petrović \| Dražen Anzulović \| Velimir Perasović \| Željko Pavličević                          |
|                 | |
| Važne ličnosti  | Mirko Novosel |
|                 | |
| Poznati igrači  | Krešimir Ćosić \| Dino Rađa \| Franjo Arapović \| Dražen Petrović \| Alan Anderson \| Andro Knego \| Danko Cvjetičanin |
|                 | |
| Klupski nadimak | Vukovi s Tuškanca |
|                 | |
| Klupski slogan  | heja-heja cibosi |
|                 | |
| Vezani članci   | Muzejsko-memorijalni centar Dražen Petrović \| Mirkova cigara \| Međunarodna natjecanja                                |

| Cibona Zagreb   | Cibona Zagreb |
| --------------- | --- |
|                 | |
| Dvorana         | Košarkaški centar Dražen Petrović \| Dom sportova                                                                      |
|                 | |
| Treneri         | Neven Spahija \| "Aco" Petrović \| Dražen Anzulović \| Velimir Perasović \| Željko Pavličević                          |
|                 | |
| Važne ličnosti  | Mirko Novosel |
|                 | |
| Poznati igrači  | Krešimir Ćosić \| Dino Rađa \| Franjo Arapović \| Dražen Petrović \| Alan Anderson \| Andro Knego \| Danko Cvjetičanin |
|                 | |
| Klupski nadimak | Vukovi s Tuškanca |
|                 | |
| Klupski slogan  | heja-heja cibosi |
|                 | |
| Vezani članci   | Muzejsko-memorijalni centar Dražen Petrović \| Mirkova cigara \| Međunarodna natjecanja                                |